# Zandlangbaardgras
Zandlangbaardgras (Vulpia membranacea, synoniemen: Vulpia pyramidata, Vulpia longiseta) is een eenjarige plant, die behoort tot de grassenfamilie (Poaceae). De soort komt van nature voor in het kustgebied van Noord-Afrika en in Zuid- en West-Europa. Zandlangbaardgras staat op de Nederlandse Rode lijst van planten als een soort die in Nederland zeldzaam en stabiel of toegenomen is. Het aantal chromosomen is 2n = 28.
Na de bloei is de hele plant doorgaans tot paarsachtig roze verkleurd in tegenstelling tot het gelijkende dicht langbaardgras waar alleen de kafnaalden na de bloei verkleuren, maar dan naar oranje-oker. Voor de bloei is zandlangbaardgras ook te herkennen aan haar alzijdige pluim, de kleinere helmknoppen en ook is de top van het vruchtbeginsel niet behaard.
De plant wordt 10-50 cm hoog. De rechtgaande of opstijgende, gegroefde stengel is iets slap. Het blad is 1-3 mm breed. Het afgeknotte, iets ingescheurde tongetje is 0,1-0,2 mm lang.
De plant bloeit van mei tot in juli met een vrij ijle, wijd uitstaande, alzijdige pluim, die 1-11 cm lang is. De pluimsteel steekt of weinig buiten de bovenste bladschede uit of de voet van de pluim wordt door deze schede omhuld. Het aartje is 10-18 mm lang. De aartjes hebben twee tot vier bloemen, waarvan soms de bovenste twee steriel zijn. Het bovenste, lancetvormige kelkkafje heeft drie nerven en is 2-20 mm lang. Het onderste, driehoekige tot driehoekig-lancetvormige, drienervige kelkkafje is 0,5-2 mm lang. Het bovenste kroonkafje is 5,5-6,5 mm lang. De bloem heeft meestal drie meeldraden met 0,4-0,9 mm lange helmknoppen.
De vrucht is een 4,5 mm lange en 0,75 mm brede graanvrucht.

## Ecologie en verspreiding
Zandlangbaardgras staat op open, zonnige, matig droge tot vochthoudende, soms iets ruderale , neutrale en matig voedselarme zandgrond. De plant groeit op rivier- en zeeduinen, in open duingrasland en op open plekken van andere graslanden, op zandwegen en ook in mosduinen. De soort hoort thuis in het kustgebied van Noord-Afrika en in Zuid- en West-Europa en reikt tegenwoordig noordelijk tot in België en Nederland. De soort is ingeburgerd tussen 1975 en 1999 en is thans zeer zeldzaam langs de kust van het Veluwemeer en in het kustgebied, daarnaast slechts op enkele andere plaatsen.